# 渤海路駅
渤海路駅（ぼっかいろえき、中国語: 渤海路站）は、中華人民共和国黒龍江省哈爾濱市香坊区にある駅。

## 利用可能な鉄道路線
- ハルビン地下鉄
  - ハルビン地下鉄1号線

## 歴史
- 2019年4月10日 開業[1]。